# Marciano della Chiana
Marciano della Chiana ist eine italienische Gemeinde mit 3452 Einwohnern (Stand 31. Dezember 2023) in der Provinz Arezzo in der Region Toskana.

## Geografie

Lage von Marciano della Chiana in der Provinz Arezzo

Die Gemeinde erstreckt sich über rund 24 km². Sie liegt etwa 14 km südwestlich der Provinzhauptstadt Arezzo und 50 km südöstlich der Regionalhauptstadt Florenz im Chiana-Tal. Neben dem Chiana ist der Torrente Esse ein wichtiges Gewässer für den Ort, obwohl er nur Einen seiner 29 km im Gemeindegebiet verbringt. Der Ort liegt in der klimatischen Einordnung italienischer Gemeinden in der Zone E, 2 124 GG.
Zu den Ortsteilen zählen Badicorte (305 m, ca. 100 Einwohner) und Cesa (249 m, ca. 1000 Einwohner).
Die Nachbargemeinden sind Arezzo, Castiglion Fiorentino, Foiano della Chiana, Lucignano und Monte San Savino.

## Geschichte
Erste Bewohner der Gegend waren Etrusker, die wahrscheinlich zum Einflussbereich der etruskischen Herrscher aus Chiusi gehörten. Halsketten, Keramiken und der sogenannte Torso di Marciano (eine Kriegerfigur, die sich heute im Archäologischen Museum Arezzo befindet) wurden hier gefunden und werden dem 6. Jahrhundert v. Chr. zugerechnet. Das historische Ortszentrum dagegen stammt aus der Römerzeit. 
Erstmals erwähnt wird der Ort, bzw. der Ortsteil Cesa, in einem Dokument von Elemperto, Bischof von Arezzo, ausgestellt am 25. März des Jahres 1008. Marciano selbst wird erstmals 1084 in einer Auflistung des Klosters Badia di San Quercio delle Rose (auch Nasciano genannt, nahe Pozzo della Chiana bzw. Pozzo in Val di Chiana, heute Gemeindegebiet von Foiano della Chiana) erwähnt. Im 12. Jahrhundert wurde der Ort freie Gemeinde und fiel dann unter die Herrschaft der Aretiner, welche die Festung (Rocca) und die Stadtmauern ausbauten. Als Arezzo in eine Krise geriet, trat 1382 die Republik Siena an dessen Stelle und verstärkte die Festung. Aber bereits zwei Jahre später wurde Marciano von der Republik Florenz eingenommen. 1439 eroberte der Condottiere Bernardino della Carda den Ort, den aber schnell Florenz wieder befreite. Die Schlacht von Scannagallo (Battaglia di Scannagallo, benannt nach einem Wassergraben südlich von Marciano zwischen Pozzo della Chiana und Santa Luce, auch Battaglia di Marciano genannt) fand am 2. August 1554 statt. Hierbei besiegte die Republik Florenz unter Gian Giacomo Medici die Republik von Siena unter Piero Strozzi. Mit der Republik Florenz trat die Gemeinde ins Herzogtum Toskana ein und verblieb dort (mit Ausnahme der napoleonischen Besetzung 1799 bis 1814) bis zur Einigung Italiens.

## Sehenswürdigkeiten
- Castello di Marciano, auch Rocca di Marciano genannt, mittelalterliche Burg im Ortskern.[12]
- Chiesa dei Santi Stefano e Andrea, Pieve im Ortskern, die 1591 restauriert wurde, wahrscheinlich aber sehr viel älter ist. Enthält von Bartolomeo della Gatta das Werk Madonna col Bambino e i Santi Giacomo e Cristoforo.[13]
- Chiesa del Carmine, mittelalterliche Kirche nahe dem Ortskern.[14]
- Chiesa del Santissimo Crocifisso, ehemalige Kirche außerhalb des Ortskerns. Entstand im 16. Jahrhundert als Chiesa della Santissma Annunziata.[15]
- Chiesa di Santa Lucia e di San Michele Arcangelo, Kirche im Ortsteil Cesa. Enthält von Salvi Castellucci (1608–1672), einem Schüler des Pietro da Cortona,[16] das Leinwandgemälde Madonna con il Bambino e i Santi Lucia e Michele, das ca. 1655/57 entstand. Von Castellucci stammen auch die Fresken der Gewölbe, Padre Eterno, Annuncio a Zaccaria und Tobiolo e l’Angelo darstellend.[13]
- Chiesa di San Bartolomeo Apostolo a Badicorte, 1097 durch die Kamaldulenser gegründete Abtei. Wurde nach dem Weggang der Kamaldulenser 1487 mehrfach umbenannt.[17]

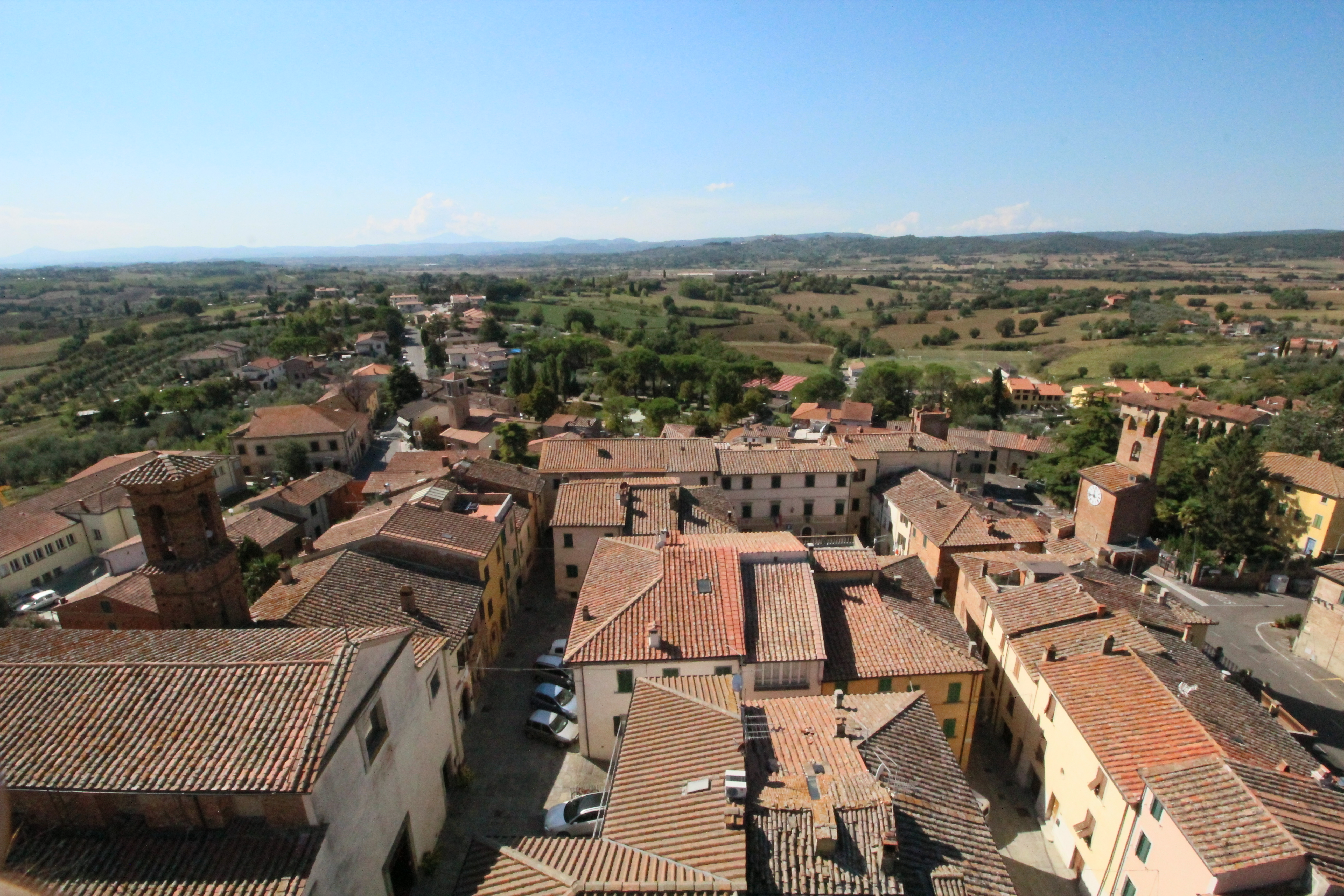
Marciano della Chiana
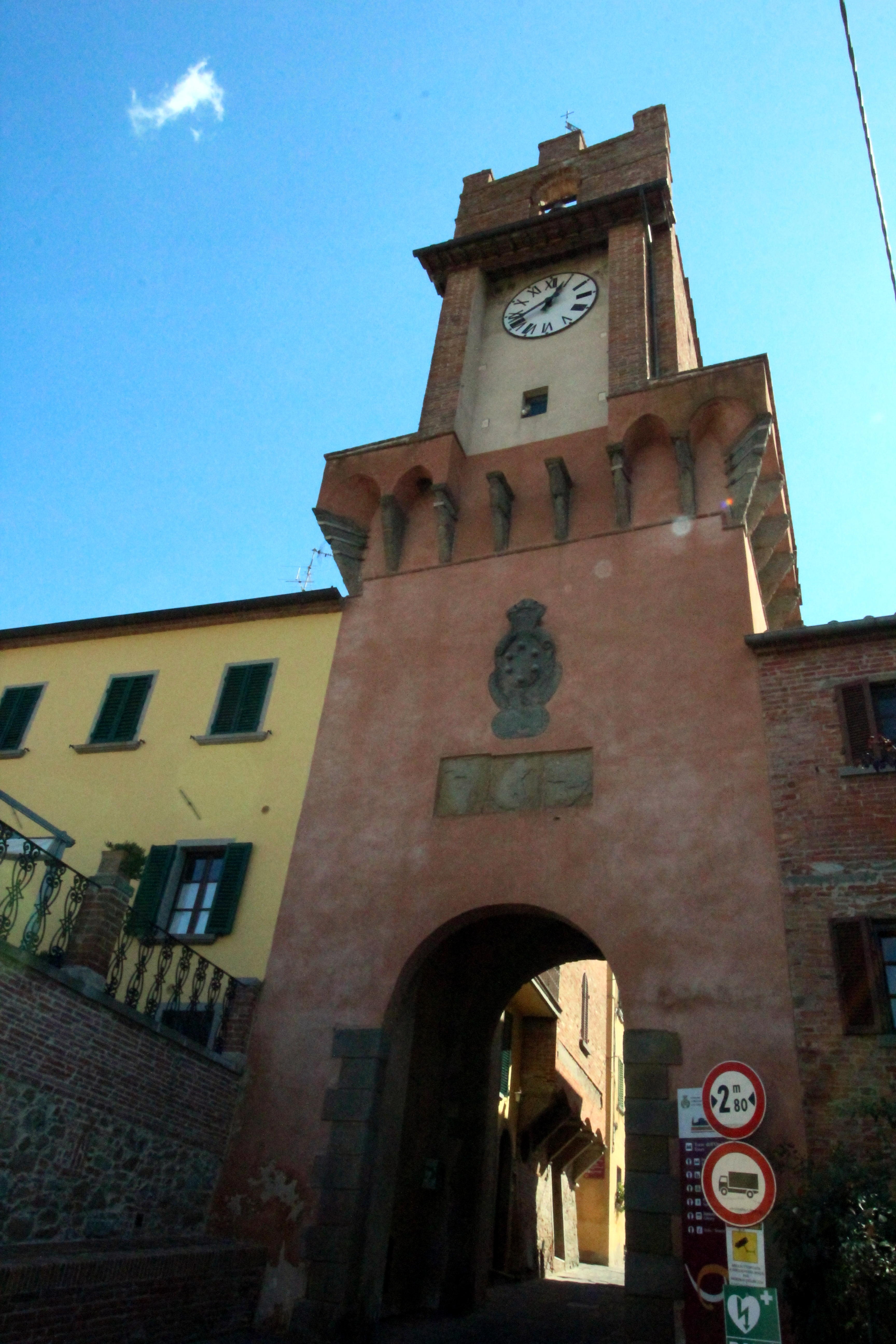
Torre dell'Orologio
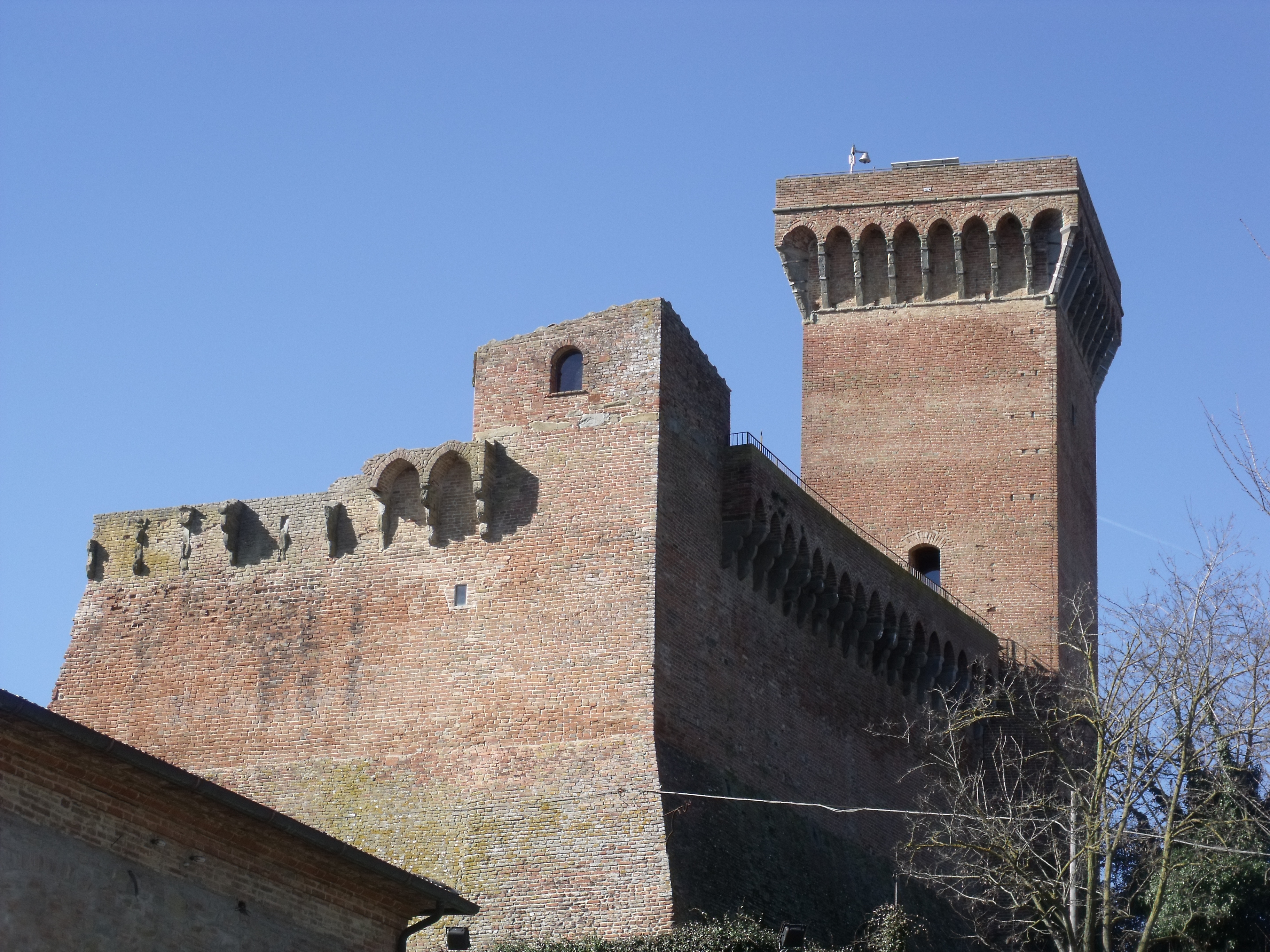
Rocca di Marciano
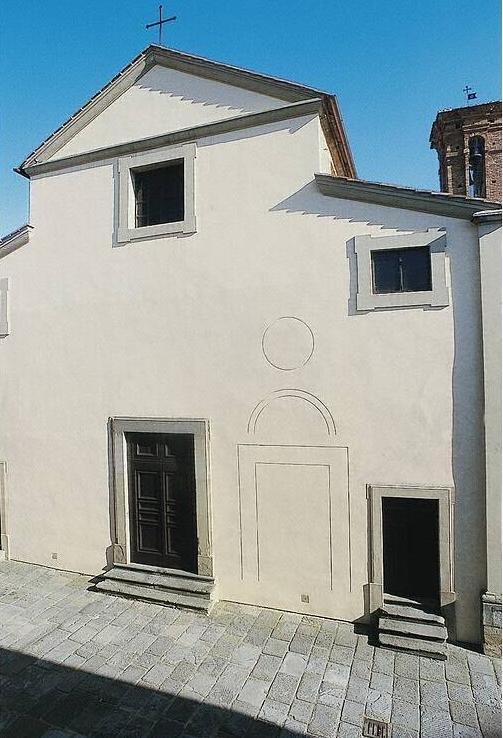
Chiesa dei Santi Stefano e Andrea
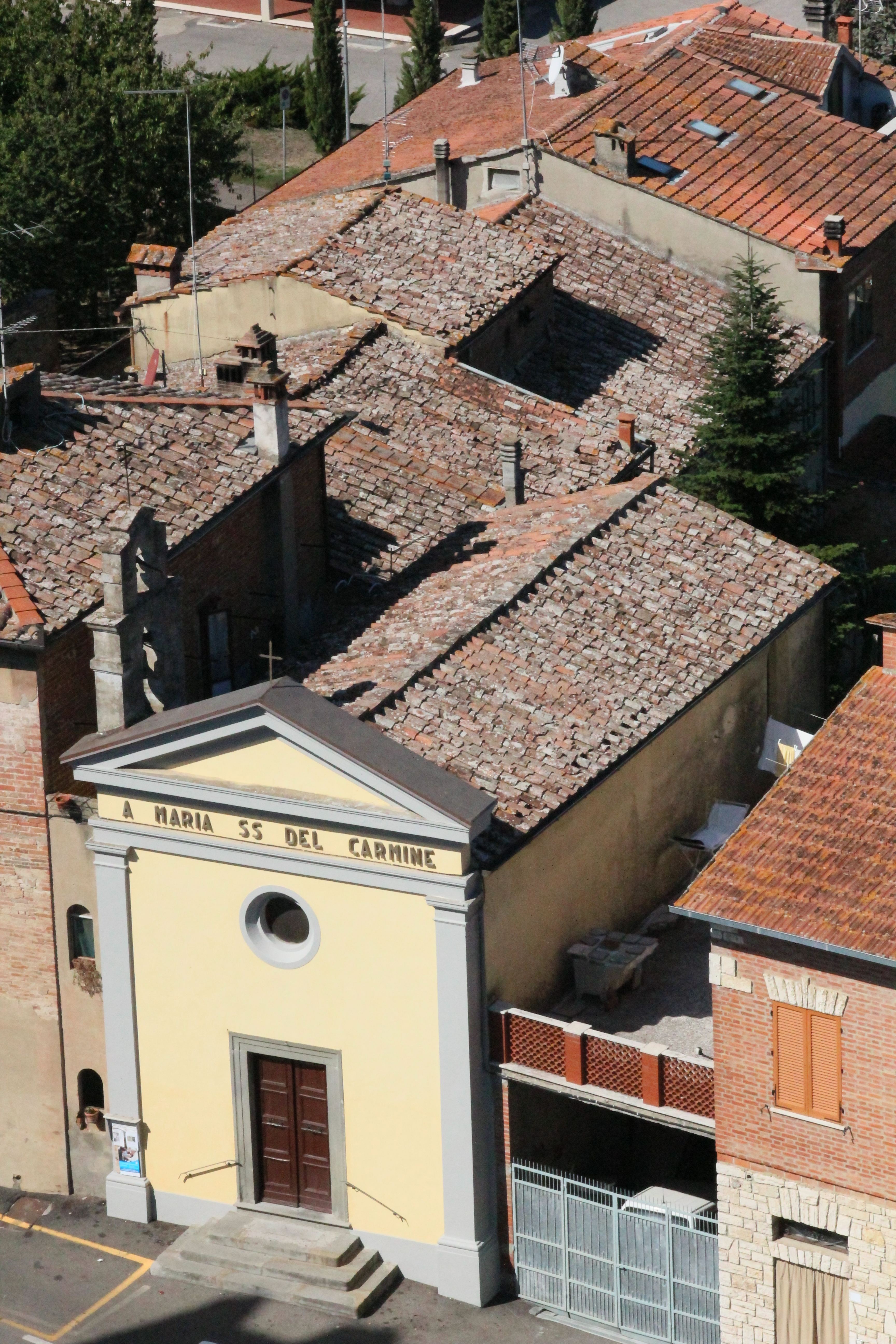
Blick auf die Chiesa del Carmine
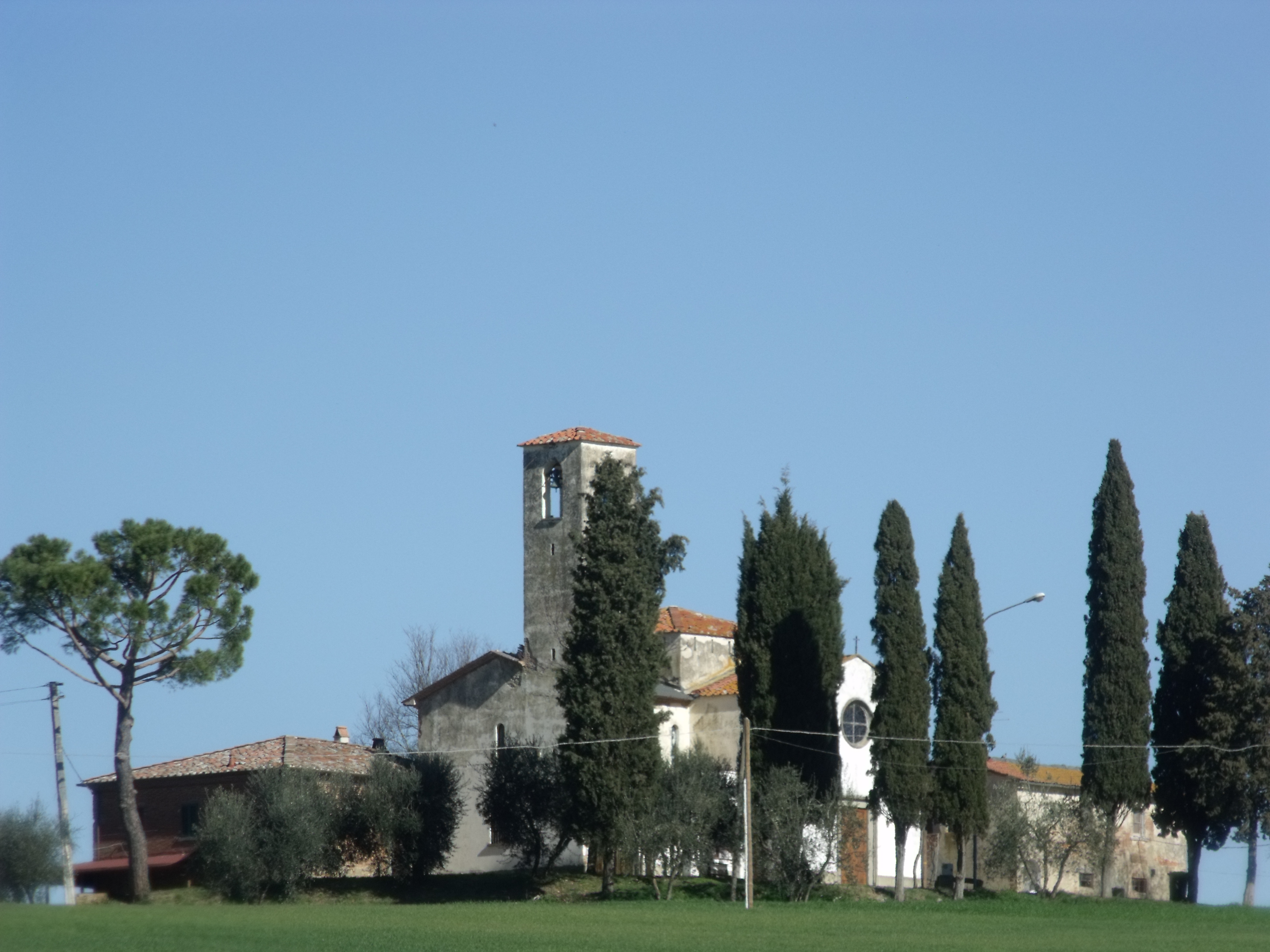
Chiesa di San Bartolomeo in Badicorte

## Gemeindepartnerschaften
- Ratzeburg, Deutschland, seit 1994